# Ујак Ремус
Ујак Ремус је измишљени лик и наратор збирке афроамеричких народних прича коју је саставио и адаптирао Џоел Чендлер Харис и које су објављене у форми књиге 1881. Харис је био новинар у Атланти након реконструкције и написао је седам књига са ликом ујака Ремуса. Писао је приче на дијалекту који је био његово тумачење дубоког јужноафричко-америчког језика тог времена. За оквире приче и стилске изборе, Харисова колекција је изазвала контроверзе од периода објављивања.

## Структура
Ујак Ремус је збирка прича о животињама, песама и усменог фолклора прикупљених од црнаца са југа Америке. Многе приче су дидактичке, слично онима из Езопових басни и прича Жана де Ла Фонтена. Ујак Ремус је љубазни стари ослобођеник (бивши роб који је сада слободан грађанин) који је у књигама био наратор, преносећи народне приче деци окупљеној око њега, попут традиционалног афричког гриота.
Приче су написане дијалектом који је Харис осмислио да представља дијалект дубоког јужног црнаца. Ујка Ремус је компилација приповедача прича о зецу из Брата које је Харис срео током свог боравка на Плантази Турнволд. Харис је рекао да је употреба црног дијалекта била покушај да се допринесе ефекту прича и да се омогући причама да задрже своју аутентичност. Жанр прича је трикстерска прича. У време када је Харис објављивао књиге, његов рад је хваљен због способности да ухвати црни дијалект са плантажа.

## Повезана дела
Харис је саставио шест томова прича о ујка Ремусу између 1881. и 1907. године; још три књиге су објављене постхумно, након његове смрти 1908.
- Uncle Remus: His Songs and His Sayings (1881)
- Nights with Uncle Remus (1883)
- Uncle Remus and His Friends (1892)
- The Tar Baby and Other Rhymes of Uncle Remus (1904)
- Told by Uncle Remus: New Stories of the Old Plantation (1905)
- Uncle Remus and Brer Rabbit (1907)
- Uncle Remus and the Little Boy (1910)
- Uncle Remus Returns (1918)
- Seven Tales of Uncle Remus (1948)

## Адаптације у филму и другим медијима

### Стрип
Године 1902, уметник Жан Мор је прилагодио приче о ујаку Ремусу у стрип од две странице под називом Ole Br'er Rabbit за The North American.

### Филмови
- Волт Дизнијев Song of the South (1946), анимирана/анимирана музичка драма са Џејмсом Баскетом као Ремусом[5]
- Филм Ралфа Бакшија Coonskin (1975), је сатира на Дизнијев филм који адаптира и исмева приче о ујаку Ремусу у савременом окружењу Харлема
- The Adventures of Brer Rabbit (2006) студија Universal Animation Studios

### Телевизија
- Rémusz bácsi meséi (1967), мађарска телевизијска серијеаод 13 епизода.
- Jänis Vemmelsäären seikkailut (1987–1988) из Илеа, осмоделне финске телевизијске серије која се емитовала на Иле ТВ2, као део дечје емисије Pikku Kakkonen.
- Brer Rabbit Tales (1991), 47-минутни телевизијски филм који су написали и режирали Ал Гуест и Јеан Матхиесон за Емералд Цити Продуцтионс.
- Brer Rabbit's Christmas Carol (1992), 58-минутни наставак ранијег филма истог сценаристичког редитеља који рециклира радњу Божићне песме Чарлса Дикенса са ликовима Ремуса.

### Музика
Ујак Ремус се често појављује као споредни лик у рок опери Not Available, снимљеној 1974. и објављеној 1978.
„Ујак Ремус“ је песма Френка Запе и Џорџа Дјука са Запиног албума Apostrophe (') из 1974. године.
У епској песми Боба Дилана „Last Thoughts on Woody Guthrie“, аутор наводи неколико људи од којих се обично тражи нада и инспирација, рекавши „да те ствари нису стварне“. У једном стиху песме он каже „And Uncle Remus can't tell you and neither can Santa Claus.“
У песми „Good Ole Boys Like Me“ се каже да ме је ујак Ремус „ставио у кревет“.

### Утицај
За ујка Ремуса се тврдило да је остварио велики утицај на Беатрикс Потер.